# Liga MX (Apertura 2012)
Liga MX 2012/2013 (Apertura) – 88. edycja rozgrywek najwyższej w hierarchii ligi piłkarskiej w Meksyku (33. edycja licząc od wprowadzenia półrocznych sezonów). Rozgrywki odbyły się jesienią; pierwszy mecz rozegrano 20 lipca, zaś ostatni (finał) 2 grudnia. Toczone były systemem ligowo pucharowym – najpierw wszystkie osiemnaście zespołów rywalizowało ze sobą podczas regularnego sezonu, a po jego zakończeniu osiem najlepszych drużyn zakwalifikowało się do fazy play-off, która wyłoniła mistrza kraju. Tytułu mistrzowskiego bronił Club Santos Laguna.
Mistrzostwo Meksyku (pierwsze w swojej historii) zdobył założony zaledwie pięć lat wcześniej Club Tijuana, pokonując w dwumeczu finałowym zespół Deportivo Toluca. W roli beniaminka wystąpiła drużyna Club León, powracając do najwyższej klasy rozgrywkowej po dziesięciu latach przerwy. Tytułem króla strzelców sezonu podzielili się natomiast Chilijczyk Esteban Paredes z zespołu Atlante FC i Ekwadorczyk Christian Benítez z Club América z jedenastoma golami na koncie.
Do rozgrywek Ligi Mistrzów CONCACAF 2013/2014 zakwalifikował się automatycznie mistrz i wicemistrz kraju (Club Tijuana i Deportivo Toluca). Do rozgrywek Copa Libertadores 2013 awansowały natomiast trzy najlepsze drużyny regularnego sezonu niebiorące udziału w Lidze Mistrzów CONCACAF 2012/2013 (Deportivo Toluca, Club Tijuana i Club León).
Sezon ten był pierwszym po rebrandingu rozgrywek i zmianie nazwy z Primera División na Liga MX.

## Kluby

### Stadiony i lokalizacje
| Klub          | Miasto           | Stan             | Stadion                         | Pojemność | Zdjęcie |
| ------------- | ---------------- | ---------------- | ------------------------------- | --------- | ------- |
| Club América  | m. Meksyk        | Distrito Federal | Estadio Azteca                  | 105 064   |         |
| Atlante       | Cancún           | Quintana Roo     | Estadio Andrés Quintana Roo     | 20 000    |         |
| Atlas         | Guadalajara      | Jalisco          | Estadio Jalisco                 | 63 163    |         |
| Cruz Azul     | m. Meksyk        | Distrito Federal | Estadio Azul                    | 35 161    |         |
| Guadalajara   | Guadalajara      | Jalisco          | Estadio Omnilife                | 49 850    |         |
| Jaguares      | Tuxtla Gutiérrez | Chiapas          | Estadio Víctor Manuel Reyna     | 31 500    |         |
| León          | León             | Guanajuato       | Estadio León                    | 27 000    |         |
| Monterrey     | Monterrey        | Nuevo León       | Estadio Tecnológico             | 36 485    |         |
| Morelia       | Morelia          | Michoacán        | Estadio Morelos                 | 35 869    |         |
| Pachuca       | Pachuca          | Hidalgo          | Estadio Hidalgo                 | 30 000    |         |
| Puebla        | Puebla           | Puebla           | Estadio Cuauhtémoc              | 42 649    |         |
| Pumas UNAM    | m. Meksyk        | Distrito Federal | Estadio Olímpico Universitario  | 68 954    |         |
| Querétaro     | Querétaro        | Querétaro        | Estadio Corregidora             | 35 575    |         |
| San Luis      | San Luis Potosí  | San Luis Potosí  | Estadio Alfonso Lastras Ramírez | 24 000    |         |
| Santos Laguna | Torreón          | Coahuila         | Estadio Corona                  | 30 000    |         |
| Tigres UANL   | Monterrey        | Nuevo León       | Estadio Universitario           | 45 000    |         |
| Tijuana       | Tijuana          | Kalifornia Dolna | Estadio Caliente                | 33 333    |         |
| Toluca        | Toluca           | Meksyk           | Estadio Nemesio Díez            | 26 000    |         |

### Trenerzy, kapitanowie, sponsorzy
| Klub          | Trener                 | Trener               | Kapitan               | . | Sponsor techniczny | Sponsor na koszulce   |
| ------------- | ---------------------- | -------------------- | --------------------- | - | ------------------ | --------------------- |
| Club América  | Miguel Herrera         | od 15 listopada 2011 | Daniel Montenegro     | . | Nike               | Bimbo                 |
| Atlante       | Ricardo La Volpe       | od 6 maja 2012       | Osvaldo Martínez      | . | Garcis             | Cancún                |
| Atlas         | Juan Carlos Chávez     | od 18 września 2011  | Leandro Cufré         | . | Atletica           | Akron                 |
| Cruz Azul     | Guillermo Vázquez      | od 24 maja 2012      | Gerardo Torrado       | . | Umbro              | Cemento Cruz Azul     |
| Guadalajara   | John van 't Schip      | od 21 kwietnia 2012  | Héctor Reynoso        | . | Adidas             | Bimbo                 |
| Jaguares      | José Guadalupe Cruz    | od 18 maja 2010      | Miguel Ángel Martínez | . | Joma               | Pascual Boing         |
| León          | Gustavo Matosas        | od 20 sierpnia 2011  | brak stałego kapitana | . | Pirma              | Caja Popular Mexicana |
| Monterrey     | Víctor Manuel Vucetich | od 9 stycznia 2009   | José María Basanta    | . | Nike               | Bimbo                 |
| Morelia       | Rubén Omar Romano      | od 20 maja 2012      | Federico Vilar        | . | Nike               | Bridgestone           |
| Pachuca       | Hugo Sánchez           | od 15 maja 2012      | Leobardo López        | . | Nike               | Gamesa                |
| Puebla        | Daniel Bartolotta      | od 21 marca 2012     | Jesús Chávez          | . | Nike               | Volkswagen            |
| Pumas UNAM    | Joaquín del Olmo       | od 24 maja 2012      | Darío Verón           | . | Puma               | Banamex               |
| Querétaro     | Carlos de los Cobos    | od 18 maja 2012      | Adrián García Arias   | . | Atletica           | Pascual Boing         |
| San Luis      | José Luis Trejo        | od 23 maja 2012      | Jaime Correa          | . | Pirma              | Caja Popular Mexicana |
| Santos Laguna | Benjamín Galindo       | od 12 września 2011  | Oswaldo Sánchez       | . | Puma               | Soriana               |
| Tigres UANL   | Ricardo Ferretti       | od 19 maja 2010      | Lucas Lobos           | . | Adidas             | Cemex                 |
| Tijuana       | Antonio Mohamed        | od 19 września 2011  | Javier Gandolfi       | . | Nike               | Caliente              |
| Toluca        | Enrique Meza           | od 18 maja 2012      | Sinha                 | . | Under Armour       | Banamex               |

### Zmiany trenerów
| Klub             | Były trener              | Data odejścia        | Powód odejścia                   | Nowy trener           | Data zatrudnienia    |
| ---------------- | ------------------------ | -------------------- | -------------------------------- | --------------------- | -------------------- |
| Przed sezonem    |                          |                      |                                  |                       |                      |
| Guadalajara      | Alberto Coyote           | 21 kwietnia 2012     | Trener tymczasowy                | John van 't Schip     | 21 kwietnia 2012     |
| Atlante          | José Luis González China | 6 maja 2012          | Trener tymczasowy                | Ricardo La Volpe      | 6 maja 2012          |
| Pumas UNAM       | Guillermo Vázquez        | 8 maja 2012          | Obustronne rozwiązanie kontraktu | Joaquín del Olmo      | 24 maja 2012         |
| Pachuca          | Efraín Flores            | 9 maja 2012          | Zwolnienie                       | Hugo Sánchez          | 15 maja 2012         |
| Morelia          | Tomás Boy                | 15 maja 2012         | Obustronne rozwiązanie kontraktu | Rubén Omar Romano     | 20 maja 2012         |
| Cruz Azul        | Enrique Meza             | 15 maja 2012         | Koniec kontraktu                 | Guillermo Vázquez     | 24 maja 2012         |
| Querétaro        | Ángel Comizzo            | 18 maja 2012         | Zwolnienie                       | Carlos de los Cobos   | 18 maja 2012         |
| Toluca           | Wilson Graniolatti       | 18 maja 2012         | Zwolnienie                       | Enrique Meza          | 18 maja 2012         |
| San Luis         | Sergio Bueno             | 22 maja 2012         | Zwolnienie                       | José Luis Trejo       | 22 maja 2012         |
| W trakcie sezonu |                          |                      |                                  |                       |                      |
| Puebla           | Daniel Bartolotta        | 17 sierpnia 2012     | Zwolnienie                       | Daniel Guzmán         | 19 sierpnia 2012     |
| Atlas            | Juan Carlos Chávez       | 27 sierpnia 2012     | Zwolnienie                       | Tomás Boy             | 29 sierpnia 2012     |
| San Luis         | José Luis Trejo          | 28 sierpnia 2012     | Zwolnienie                       | Álex Aguinaga         | 28 sierpnia 2012     |
| Pumas UNAM       | Joaquín del Olmo         | 28 sierpnia 2012     | Zwolnienie                       | Antonio Torres Servín | 28 sierpnia 2012     |
| Pumas UNAM       | Antonio Torres Servín    | 31 sierpnia 2012     | Trener tymczasowy                | Mario Carrillo        | 31 sierpnia 2012     |
| Querétaro        | Carlos de los Cobos      | 4 września 2012      | Zwolnienie                       | Sergio Bueno          | 4 września 2012      |
| Pumas UNAM       | Mario Carrillo           | 28 października 2012 | Zwolnienie                       | Antonio Torres Servín | 28 października 2012 |
| Puebla           | Daniel Guzmán            | 30 października 2012 | Zwolnienie                       | Carlos Poblete        | 30 października 2012 |

## Regularny sezon

### Tabela
| Lp. | Drużyna       | M  | Z  | R | P  | Bramki | Bramki | +/− | Pkt | Uwagi                    | Kwalifikacja                      |
| --- | ------------- | -- | -- | - | -- | ------ | ------ | --- | --- | ------------------------ | --------------------------------- |
| 1   | Toluca        | 17 | 10 | 4 | 3  | 28     | 17     | +11 | 34  | Wejście do fazy play-off | Liga Mistrzów CONCACAF            |
| 1   | Toluca        | 17 | 10 | 4 | 3  | 28     | 17     | +11 | 34  | Wejście do fazy play-off | Copa Libertadores • Faza grupowa  |
| 2   | Tijuana       | 17 | 9  | 7 | 1  | 23     | 15     | +8  | 34  | Wejście do fazy play-off | Liga Mistrzów CONCACAF            |
| 2   | Tijuana       | 17 | 9  | 7 | 1  | 23     | 15     | +8  | 34  | Wejście do fazy play-off | Copa Libertadores • Faza grupowa  |
| 3   | León          | 17 | 10 | 3 | 4  | 34     | 17     | +17 | 33  | Wejście do fazy play-off | Copa Libertadores • Runda wstępna |
| 4   | Club América  | 17 | 8  | 7 | 2  | 28     | 15     | +13 | 31  | Wejście do fazy play-off |                                   |
| 5   | Morelia       | 17 | 6  | 9 | 2  | 25     | 16     | +9  | 27  | Wejście do fazy play-off |                                   |
| 6   | Cruz Azul     | 17 | 6  | 8 | 3  | 22     | 15     | +7  | 26  | Wejście do fazy play-off |                                   |
| 7   | Monterrey     | 17 | 5  | 8 | 4  | 24     | 24     | 0   | 23  | Wejście do fazy play-off |                                   |
| 8   | Guadalajara   | 17 | 6  | 5 | 6  | 17     | 17     | 0   | 23  | Wejście do fazy play-off |                                   |
| 9   | Santos Laguna | 17 | 6  | 5 | 6  | 22     | 26     | –4  | 23  |                          |                                   |
| 10  | Pumas UNAM    | 17 | 7  | 2 | 8  | 18     | 23     | –5  | 23  |                          |                                   |
| 11  | Jaguares      | 17 | 6  | 4 | 7  | 23     | 24     | –1  | 22  |                          |                                   |
| 12  | Tigres UANL   | 17 | 5  | 6 | 6  | 23     | 18     | +5  | 21  |                          |                                   |
| 13  | Pachuca       | 17 | 5  | 6 | 6  | 13     | 20     | –7  | 21  |                          |                                   |
| 14  | Atlante       | 17 | 5  | 5 | 7  | 23     | 28     | –5  | 20  |                          |                                   |
| 15  | San Luis      | 17 | 3  | 6 | 8  | 14     | 24     | –10 | 15  |                          |                                   |
| 16  | Puebla        | 17 | 3  | 4 | 10 | 16     | 27     | –11 | 13  |                          |                                   |
| 17  | Atlas         | 17 | 1  | 9 | 7  | 16     | 24     | –8  | 12  |                          |                                   |
| 18  | Querétaro     | 17 | 1  | 4 | 12 | 11     | 30     | –19 | 7   |                          |                                   |

Źródło: MedioTiempo (hiszp.)
Zasady ustalania kolejności: 1. liczba zdobytych punktów w całym cyklu rozgrywek; 2. różnica bramek w całym cyklu rozgrywek; 3. liczba zdobytych bramek w całym cyklu rozgrywek; 4. liczba punktów zdobyta w meczach bezpośrednich; 5. liczba zdobytych bramek w meczach wyjazdowych w całym cyklu rozgrywek; 6. wyższe miejsce w tabeli spadkowej; 7. wyższe miejsce w klasyfikacji Fair Play.

### Miejsca po danych kolejkach
| Drużyna/ Kolejka | 1      | 2  | 3  | 4  | 5  | 6  | 7  | 8  | 9  | 10 | 11 | 12 | 13  | 14  | 15 | 16  | 17 |   |
| ---------------- | ------ | -- | -- | -- | -- | -- | -- | -- | -- | -- | -- | -- | --- | --- | -- | --- | -- | - |
| Drużyna/ Kolejka | Toluca | 5  | 3  | 1  | 1  | 1  | 1  | 1  | 2  | 1  | 1  | 1  | 2   | 2*  | 1* | 2*  | 4* | 1 |
| Tijuana          | 3      | 10 | 5  | 5  | 3  | 2  | 2  | 1  | 2  | 2  | 2  | 1  | 1   | 2   | 1  | 1   | 2  |   |
| León             | 2      | 1  | 4  | 2  | 2  | 5  | 3  | 3  | 4  | 3  | 3  | 3  | 3   | 3   | 3  | 2   | 3  |   |
| Club América     | 11     | 7  | 7  | 8  | 4  | 6  | 8  | 4  | 5  | 5  | 4  | 5  | 7*  | 5   | 4  | 3   | 4  |   |
| Morelia          | 10     | 9  | 8  | 9  | 5  | 3  | 5  | 8  | 8  | 7  | 8  | 9  | 10* | 8   | 6  | 6   | 5  |   |
| Cruz Azul        | 8      | 8  | 9  | 4  | 6  | 4  | 4  | 6  | 6  | 10 | 6  | 6  | 4   | 4   | 5  | 5   | 6  |   |
| Monterrey        | 9      | 12 | 11 | 11 | 12 | 9  | 10 | 5  | 3  | 4  | 7  | 8  | 9*  | 10* | 7* | 10* | 7  |   |
| Guadalajara      | 14     | 15 | 15 | 15 | 13 | 14 | 14 | 14 | 13 | 15 | 11 | 10 | 8   | 12  | 8  | 7   | 8  |   |
| Santos Laguna    | 4      | 4  | 3  | 6  | 10 | 10 | 7  | 10 | 10 | 6  | 5  | 4  | 6   | 6   | 9  | 8   | 9  |   |
| Pumas UNAM       | 6      | 6  | 10 | 13 | 9  | 12 | 9  | 11 | 11 | 9  | 10 | 7  | 5   | 7   | 11 | 13  | 10 |   |
| Jaguares         | 18     | 18 | 18 | 18 | 16 | 15 | 16 | 15 | 16 | 13 | 13 | 11 | 11  | 9   | 12 | 9   | 11 |   |
| Tigres UANL      | 1      | 2  | 2  | 3  | 7  | 7  | 11 | 7  | 7  | 8  | 9  | 12 | 12  | 11  | 14 | 11  | 12 |   |
| Pachuca          | 12     | 13 | 12 | 12 | 14 | 13 | 13 | 12 | 14 | 11 | 12 | 13 | 13  | 14  | 13 | 14  | 13 |   |
| Atlante          | 13     | 11 | 13 | 10 | 11 | 8  | 6  | 9  | 9  | 12 | 14 | 14 | 14  | 13  | 10 | 12  | 14 |   |
| San Luis         | 15     | 14 | 14 | 14 | 15 | 17 | 17 | 16 | 15 | 16 | 16 | 17 | 17  | 15  | 15 | 15  | 15 |   |
| Puebla           | 16     | 16 | 16 | 16 | 17 | 16 | 15 | 17 | 17 | 17 | 17 | 15 | 15* | 16* | 16 | 16  | 16 |   |
| Atlas            | 7      | 5  | 6  | 7  | 8  | 11 | 12 | 13 | 12 | 14 | 15 | 16 | 16* | 17* | 17 | 17  | 17 |   |
| Querétaro        | 17     | 17 | 17 | 17 | 18 | 18 | 18 | 18 | 18 | 18 | 18 | 18 | 18  | 18  | 18 | 18  | 18 |   |

- * – z jednym zaległym spotkaniem

### Wyniki
| - 1. kolejka: 20–22 lipca 2012 - 2. kolejka: 27–29 lipca 2012 - 3. kolejka: 3–5 sierpnia 2012 - 4. kolejka: 10–12 sierpnia 2012 - 5. kolejka: 17–19 sierpnia 2012 - 6. kolejka: 24–26 sierpnia 2012 - 7. kolejka: 31 sierpnia – 2 września 2012 - 8. kolejka: 14–16 września 2012 - 9. kolejka: 21–23 września 2012 | - 10. kolejka: 28–30 września 2012 - 11. kolejka: 2–4 października 2012 - 12. kolejka: 6–7 października 2012 - 13. kolejka: 13–14 października 2012 - 14. kolejka: 19–21 października 2012 - 15. kolejka: 26–28 października 2012 - 16. kolejka: 2–4 listopada 2012 - 17. kolejka: 9–11 listopada 2012 | Zaległe spotkania: - 13. kolejka: 23 października – 7 listopada 2012 |

| Gospodarz / Gość¹ | AME | ATL | ATS | CAZ | GUA | JAG | LEO | MTY | MOR | PAC | PUE | PUM | QRO | SNL | SAN | TIG | TIJ | TOL |
| Club América      |     |     | 1:1 |     | 1:3 | 4:2 | 2:1 |     | 1:1 | 4:0 |     |     |     |     | 2:0 |     | 0:1 |     |
| Atlante           | 2:2 |     | 1:0 |     | 3:1 |     | 2:3 |     | 2:2 | 0:0 |     |     |     |     | 1:3 |     | 1:2 |     |
| Atlas             |     |     |     | 1:1 |     | 1:1 |     |     |     |     | 2:2 | 1:1 | 0:0 | 2:3 |     | 0:0 |     | 1:3 |
| Cruz Azul         | 1:1 | 4:0 |     |     | 0:0 |     | 1:1 | 1:1 | 0:0 | 1:1 |     |     | 3:2 |     |     |     |     | 3:0 |
| Guadalajara       |     |     | 2:0 |     |     | 1:1 |     | 1:2 | 1:1 |     | 1:1 | 0:0 |     |     | 0:1 | 2:1 | 0:2 |     |
| Jaguares          |     | 1:2 |     | 1:0 |     |     |     |     |     |     | 2:0 | 3:0 | 2:1 | 4:0 |     | 0:4 |     | 2:0 |
| León              |     |     | 3:1 |     | 1:2 | 4:1 |     | 2:0 | 1:3 |     |     | 2:1 |     |     | 3:0 | 2:0 | 4:0 |     |
| Monterrey         | 0:0 | 1:1 | 1:1 |     |     | 2:1 |     |     |     |     |     |     | 3:2 |     | 3:2 | 0:1 | 1:1 | 2:2 |
| Morelia           |     |     | 2:0 |     |     | 1:1 |     | 1:0 |     |     | 3:0 | 0:1 |     | 3:3 | 2:0 | 1:1 | 1:1 |     |
| Pachuca           |     |     | 0:3 |     | 1:0 | 2:1 | 1:1 | 1:1 | 3:2 |     |     |     |     |     | 0:0 | 1:0 | 2:2 |     |
| Puebla            | 0:1 | 1:2 |     | 0:1 |     |     | 1:1 | 2:3 |     | 2:0 |     |     | 0:1 | 1:0 |     |     |     | 1:3 |
| Pumas UNAM        | 0:1 | 3:2 |     | 0:1 |     |     |     | 3:2 |     | 1:0 | 2:1 |     | 3:0 | 0:1 |     |     |     | 1:2 |
| Querétaro         | 0:4 | 0:1 |     |     | 0:1 |     | 0:2 |     | 1:2 | 0:1 |     |     |     |     | 1:1 |     | 0:1 |     |
| San Luis          | 1:2 | 2:2 |     | 1:2 | 0:1 |     | 0:2 | 1:1 |     | 1:0 |     |     | 0:0 |     |     |     |     | 0:2 |
| Santos Laguna     |     |     | 2:1 | 2:1 |     | 0:0 |     |     |     |     | 2:2 | 1:2 |     | 2:1 |     | 3:1 | 2:2 |     |
| Tigres UANL       | 1:1 | 2:1 |     | 2:0 |     |     |     |     |     |     | 1:2 | 5:0 | 2:2 | 0:0 |     |     |     | 1:1 |
| Tijuana           |     |     | 1:1 | 2:2 |     | 2:0 |     |     |     |     | 2:0 | 1:0 |     | 0:0 |     | 2:1 |     | 1:0 |
| Toluca            | 1:1 | 1:0 |     |     | 2:1 |     | 2:1 |     | 0:0 | 1:0 |     |     | 4:1 |     | 4:1 |     |     |     |

Objaśnienia:
¹ Drużyna gospodarzy jest wymieniona po lewej stronie tabeli.
Kolory: niebieski – zwycięstwo gospodarzy, żółty – remis, różowy – zwycięstwo gości

## Faza play-off

### Drabinka
|  | Ćwierćfinały | Ćwierćfinały | Ćwierćfinały | Ćwierćfinały | Ćwierćfinały |   |   | Półfinały | Półfinały | Półfinały | Półfinały | Półfinały |  |  | Finał | Finał  | Finał | Finał | Finał |
|  |              |              |              |              |              |   |   |           |           |           |           |           |  |  |       |        |       |       |       |
|  | 1            | Toluca       | 2            | 3            | 5            |   |   |           |           |           |           |           |  |  |       |        |       |       |       |
|  | 8            | Guadalajara  | 1            | 1            | 2            |   |   |           |           |           |           |           |  |  |       |        |       |       |       |
|  | 8            | Guadalajara  | 1            | 1            | 2            |   |   | Toluca    | 2         | 1         | 3         |           |  |  |       |        |       |       |       |
|  |              |              |              |              |              |   |   | Toluca    | 2         | 1         | 3         |           |  |  |       |        |       |       |       |
|  |              |              | Club América | 0            | 2            | 2 |   |           |           |           |           |           |  |  |       |        |       |       |       |
|  | 4            | Club América | Club América | 0            | 2            | 2 | 2 | 1         | 3         |           |           |           |  |  |       |        |       |       |       |
|  | 4            | Club América |              |              |              |   | 2 | 1         | 3         |           |           |           |  |  |       |        |       |       |       |
|  | 5            | Morelia      | 0            | 2            | 2            |   |   |           |           |           |           |           |  |  |       |        |       |       |       |
|  |              |              |              |              |              |   |   |           |           |           |           |           |  |  |       | Toluca | 1     | 0     | 1     |
|  |              |              |              | Tijuana      | 2            | 2 | 4 |           |           |           |           |           |  |  |       |        |       |       |       |
|  | 2            | Tijuana      | 1            | 1            | 2            |   |   |           |           |           |           |           |  |  |       |        |       |       |       |
|  | 7            | Monterrey    | 0            | 1            | 1            |   |   |           |           |           |           |           |  |  |       |        |       |       |       |
|  | 7            | Monterrey    | 0            | 1            | 1            |   |   | Tijuana   | 0         | 3         | 3         |           |  |  |       |        |       |       |       |
|  |              |              |              |              |              |   |   | Tijuana   | 0         | 3         | 3         |           |  |  |       |        |       |       |       |
|  |              |              | León         | 2            | 0            | 2 |   |           |           |           |           |           |  |  |       |        |       |       |       |
|  | 3            | León         | León         | 2            | 0            | 2 | 1 | 3         | 4         |           |           |           |  |  |       |        |       |       |       |
|  | 3            | León         |              |              |              |   | 1 | 3         | 4         |           |           |           |  |  |       |        |       |       |       |
|  | 6            | Cruz Azul    | 2            | 0            | 2            |   |   |           |           |           |           |           |  |  |       |        |       |       |       |

### Ćwierćfinały
| 15 listopada 2012 | Guadalajara                  | 1:2   | Toluca                                                                    |                                                                                    |
| 21:00             | Márquez Lugo 75' (k.)        | (0:2) | 24' Ríos · 29' Sinha                                                      | Estadio Omnilife Zapopan, Jalisco Widzów: 23 000 Sędzia: Fernando Guerrero Ramírez |
| 21:00             | Arellano 90' · Morales 90+1' | (0:2) | 62' Tejada · 67' Novaretti · 73' Talavera · 81' Rodríguez · 90+2' Benítez | Estadio Omnilife Zapopan, Jalisco Widzów: 23 000 Sędzia: Fernando Guerrero Ramírez |

| 18 listopada 2012 | Toluca                                   | 3:1   | Guadalajara              |                                                                                             |
| 12:00             | Wilson Tiago 56' · Silva 58' · Cacho 71' | (0:0) | 81' Torres               | Estadio Nemesio Díez Toluca, Meksyk Widzów: 20 000 Sędzia: Jesús Fabricio Morales Bojorquez |
| 12:00             | Cabrera 30' · Sinha 39'                  | (0:0) | 65' Araujo · 67' Morales | Estadio Nemesio Díez Toluca, Meksyk Widzów: 20 000 Sędzia: Jesús Fabricio Morales Bojorquez |

| 14 listopada 2012 | Morelia                  | 0:2   | Club América     |                                                                                     |
| 21:00             |                          | (0:0) | 57', 75' Benítez | Estadio Morelos Morelia, Michoacán Widzów: 39 000 Sędzia: Jorge Antonio Pérez Durán |
| 21:00             | Álvarez 62' · Romero 81' | (0:0) | 53' Cárdenas     | Estadio Morelos Morelia, Michoacán Widzów: 39 000 Sędzia: Jorge Antonio Pérez Durán |

| 17 listopada 2012 | Club América                 | 1:2   | Morelia                  |                                                                                              |
| 17:00             | Jiménez 38'                  | (1:2) | 1' Rojas · 41' Sabah     | Estadio Azteca m. Meksyk, Distrito Federal Widzów: 40 000 Sędzia: Francisco Chacón Gutiérrez |
| 17:00             | Benítez 61' · Valenzuela 82' | (1:2) | 44' Valdez · 55' Ramírez | Estadio Azteca m. Meksyk, Distrito Federal Widzów: 40 000 Sędzia: Francisco Chacón Gutiérrez |

| 15 listopada 2012 | Monterrey                | 0:1   | Tijuana                            |                                                                                     |
| 19:00             |                          | (0:0) | 86' Garza                          | Estadio Tecnológico Monterrey, Nuevo León Widzów: 31 000 Sędzia: Erim Ramírez Ulloa |
| 19:00             | Ayoví 45' · Orozco 90+5' | (0:0) | 44' Gandolfi · 72' Leandro Augusto | Estadio Tecnológico Monterrey, Nuevo León Widzów: 31 000 Sędzia: Erim Ramírez Ulloa |

| 18 listopada 2012 | Tijuana                                        | 1:1   | Monterrey             |                                                                                         |
| 18:30             | Aguilar 51'                                    | (0:0) | 90+3' de Nigris       | Estadio Caliente Tijuana, Kalifornia Dolna Widzów: 21 000 Sędzia: Roberto García Orozco |
| 18:30             | Riascos 26' · Leandro Augusto 27' · Moreno 36' | (0:0) | 34' Reyna · 89' Solís | Estadio Caliente Tijuana, Kalifornia Dolna Widzów: 21 000 Sędzia: Roberto García Orozco |

| 14 listopada 2012 | Cruz Azul                                                 | 2:1   | León                        |                                                                                         |
| 19:00             | Flores 16' · Pavone 58'                                   | (1:0) | 55' Maz                     | Estadio Azul m. Meksyk, Distrito Federal Widzów: 28 000 Sędzia: Ricardo Arellano Nieves |
| 19:00             | Pereira 15' · A. Castro 30' · Torrado 41' · I. Castro 47' | (1:0) | 18' González · 21' Magallón | Estadio Azul m. Meksyk, Distrito Federal Widzów: 28 000 Sędzia: Ricardo Arellano Nieves |

| 17 listopada 2012 | León                                                          | 3:0   | Cruz Azul                                                           |                                                                                     |
| 19:00             | Britos 9', 32' · Delgado 86'                                  | (2:0) |                                                                     | Estadio León León, Guanajuato Widzów: 27 000 Sędzia: Marco Antonio Rodríguez Moreno |
| 19:00             | Maz 19' · Peña 24' · Montes 65' · González 68' · Martínez 77' | (2:0) | 18' Torrado · 40' Vela · 58' Aquino · 71' Giménez · 68', 80' Pavone | Estadio León León, Guanajuato Widzów: 27 000 Sędzia: Marco Antonio Rodríguez Moreno |

### Półfinały
| 22 listopada 2012 | Club América              | 0:2   | Toluca                                           |                                                                                             |
| 19:00             |                           | (0:0) | 54' Silva · 90' Benítez                          | Estadio Azteca m. Meksyk, Distrito Federal Widzów: 85 000 Sędzia: Jorge Antonio Pérez Durán |
| 19:00             | Mosquera 25' · Medina 49' | (0:0) | 9' Sinha · 17' Tejada · 56' Ríos · 86' Rodríguez | Estadio Azteca m. Meksyk, Distrito Federal Widzów: 85 000 Sędzia: Jorge Antonio Pérez Durán |

| 25 listopada 2012 | Toluca                                    | 1:2   | Club América                                |                                                                                  |
| 12:00             | Benítez 59'                               | (0:2) | 15' Layún · 36' Montenegro                  | Estadio Nemesio Díez Toluca, Meksyk Widzów: 23 000 Sędzia: Roberto García Orozco |
| 12:00             | Talavera 61' · Benítez 71' · Tejada 90+5' | (0:2) | 30' Sambueza · 45+1' Aguilar · 90+5' Medina | Estadio Nemesio Díez Toluca, Meksyk Widzów: 23 000 Sędzia: Roberto García Orozco |

| 22 listopada 2012 | León                                         | 2:0   | Tijuana                                               |                                                                                 |
| 21:06             | Arce 56' · Peña 57'                          | (0:0) |                                                       | Estadio León León, Guanajuato Widzów: 27 000 Sędzia: Francisco Chacón Gutiérrez |
| 21:06             | Britos 14' · Burbano 80' · Muñoz Mustafá 90' | (0:0) | 24' Corona · 28' Moreno · 37' Riascos · 54' Pellerano | Estadio León León, Guanajuato Widzów: 27 000 Sędzia: Francisco Chacón Gutiérrez |

| 25 listopada 2012 | Tijuana                                               | 3:0   | León                                   |                                                                                                  |
| 18:30             | Martínez 42' · Riascos 67' · Ruiz 90'                 | (1:0) |                                        | Estadio Caliente Tijuana, Kalifornia Dolna Widzów: 21 000 Sędzia: Marco Antonio Rodríguez Moreno |
| 18:30             | Pellerano 22' · Aguilar 41' · Castillo 71' · Ruiz 90' | (1:0) | 12' Rojas · 44' González · 71' Burbano | Estadio Caliente Tijuana, Kalifornia Dolna Widzów: 21 000 Sędzia: Marco Antonio Rodríguez Moreno |

### Finał
| 29 listopada 2012 | Tijuana                    | 2:1   | Toluca                   |                                                                                         |
| 21:00             | Martínez 23' · Aguilar 39' | (2:1) | 25' Benítez              | Estadio Caliente Tijuana, Kalifornia Dolna Widzów: 21 000 Sędzia: Roberto García Orozco |
| 21:00             | Pellerano 40' · Arce 82'   | (2:1) | 40' Sinha · 80' Talavera | Estadio Caliente Tijuana, Kalifornia Dolna Widzów: 21 000 Sędzia: Roberto García Orozco |

| 2 grudnia 2012 | Toluca                      | 0:2   | Tijuana                    |                                                                        |
| 18:00          |                             | (0:0) | 69' Ruiz · 70' Riascos     | Estadio Nemesio Díez Toluca, Meksyk Sędzia: Francisco Chacón Gutiérrez |
| 18:00          | Esquivel 7' · Novaretti 68' | (0:0) | 70' Riascos · 85' Martínez | Estadio Nemesio Díez Toluca, Meksyk Sędzia: Francisco Chacón Gutiérrez |

Skład mistrza:
- Bramkarze: Cirilo Saucedo (23/–19)
- Obrońcy: Javier Gandolfi (22/0, kapitan), Juan Carlos Núñez (21/0), Pablo Aguilar (20/5), Edgar Castillo (20/0), Joshua Abrego (14/1), Greg Garza (8/2), Alfredo González Tahuilán (1/0)
- Pomocnicy: Fernando Arce (22/3), Cristian Pellerano (20/1), Leandro Augusto (19/0), Joe Corona (18/0), Richard Ruiz (18/2), Fidel Martínez (10/2), Jorge Hernández (10/0), José Antonio Madueña (3/0)
- Napastnicy: Alfredo Moreno (23/5), Duvier Riascos (22/10), Raúl Nava (10/0), Diego Olsina (9/0), Raúl Enríquez (9/0)
- Trener: Antonio Mohamed

Uwaga

## Statystyki
| Lp. | Zawodnik               | Klub          | Gole |
| --- | ---------------------- | ------------- | ---- |
| 1   | Esteban Paredes        | Atlante       | 11   |
| 1   | Christian Benítez      | Club América  | 11   |
| 3   | Miguel Sabah           | Morelia       | 8    |
| 3   | Duvier Riascos         | Tijuana       | 8    |
| 3   | Nelson Sebastián Maz   | León          | 8    |
| 3   | Luis Gabriel Rey       | Jaguares      | 8    |
| 7   | Carlos Darwin Quintero | Santos Laguna | 7    |
| 7   | Mariano Pavone         | Cruz Azul     | 7    |
| 9   | Luis Tejada            | Toluca        | 6    |
| 9   | Matías Britos          | León          | 6    |
| 9   | Humberto Suazo         | Monterrey     | 6    |
| 9   | Rafael Márquez Lugo    | Guadalajara   | 6    |
| 9   | Lucas Lobos            | Tigres UANL   | 6    |
| 9   | Héctor Mancilla        | Atlas         | 6    |
| 9   | Carlos Peña            | León          | 6    |

| Lp. | Zawodnik                | Klub          | Asysty |
| --- | ----------------------- | ------------- | ------ |
| 1   | Lucas Silva             | Toluca        | 8      |
| 2   | Hernán Burbano          | León          | 6      |
| 2   | Paul Aguilar            | Club América  | 6      |
| 2   | Nelson Sebastián Maz    | León          | 6      |
| 5   | Jefferson Montero       | Morelia       | 5      |
| 5   | Jorge Marcelo Rodríguez | Jaguares      | 5      |
| 5   | Luis Montes             | León          | 5      |
| 5   | Osvaldo Martínez        | Atlante       | 5      |
| 9   | Juan Carlos Cacho       | Toluca        | 4      |
| 9   | Esteban Paredes         | Atlante       | 4      |
| 9   | Sinha                   | Toluca        | 4      |
| 9   | Damián Álvarez          | Tigres UANL   | 4      |
| 9   | Fernando Arce           | Tijuana       | 4      |
| 9   | Carlos Morales          | Morelia       | 4      |
| 9   | Daniel Ludueña          | Santos Laguna | 4      |
| 9   | Neri Cardozo            | Monterrey     | 4      |

Źródło: MedioTiempo (hiszp.)

Uwaga

### Hat tricki
| Kolejka | Data                 | Zawodnik          | Klub         | Wynik | Przeciwnik | Gole            |
| ------- | -------------------- | ----------------- | ------------ | ----- | ---------- | --------------- |
| 14.     | 20 października 2012 | Alberto Acosta    | Tigres UANL  | 5:0   | Pumas UNAM | Gol · Gol · Gol |
| 16.     | 3 listopada 2012     | Christian Benítez | Club América | 4:0   | Pachuca    | Gol · Gol · Gol |

## Nagrody
Nagrody za sezon Apertura 2012 przyznał cztery dni po spotkaniu finałowym jeden z najpopularniejszych dzienników sportowych w Meksyku – Récord, w ramach plebiscytu „Estrella Récord”. Najlepszym piłkarzem sezonu wybrano Meksykanina Cirilo Saucedo, bramkarza Club Tijuana. Oprócz poniższych wyróżnień przyznano także nagrodę dla drużyny sezonu, które otrzymał Club León prowadzony przez trenera Gustavo Matosasa.
| Nagrody indywidualne | Nagrody indywidualne                                |
| -------------------- | --------------------------------------------------- |
| Piłkarz sezonu:      | Cirilo Saucedo (Tijuana)                            |
| Odkrycie sezonu:     | Luis Ángel Morales (Guadalajara)                    |
| Rewelacja sezonu:    | Carlos Peña (León)                                  |
| Powrót sezonu:       | Sinha (Toluca)                                      |
| Trener sezonu:       | Antonio Mohamed (Tijuana)                           |
| Gol sezonu:          | Luis Tejada (Toluca, vs Santos Laguna, 14. kolejka) |
| Najlepszy sędzia:    | Jorge Antonio Pérez Durán                           |